# Tag (graffiti)

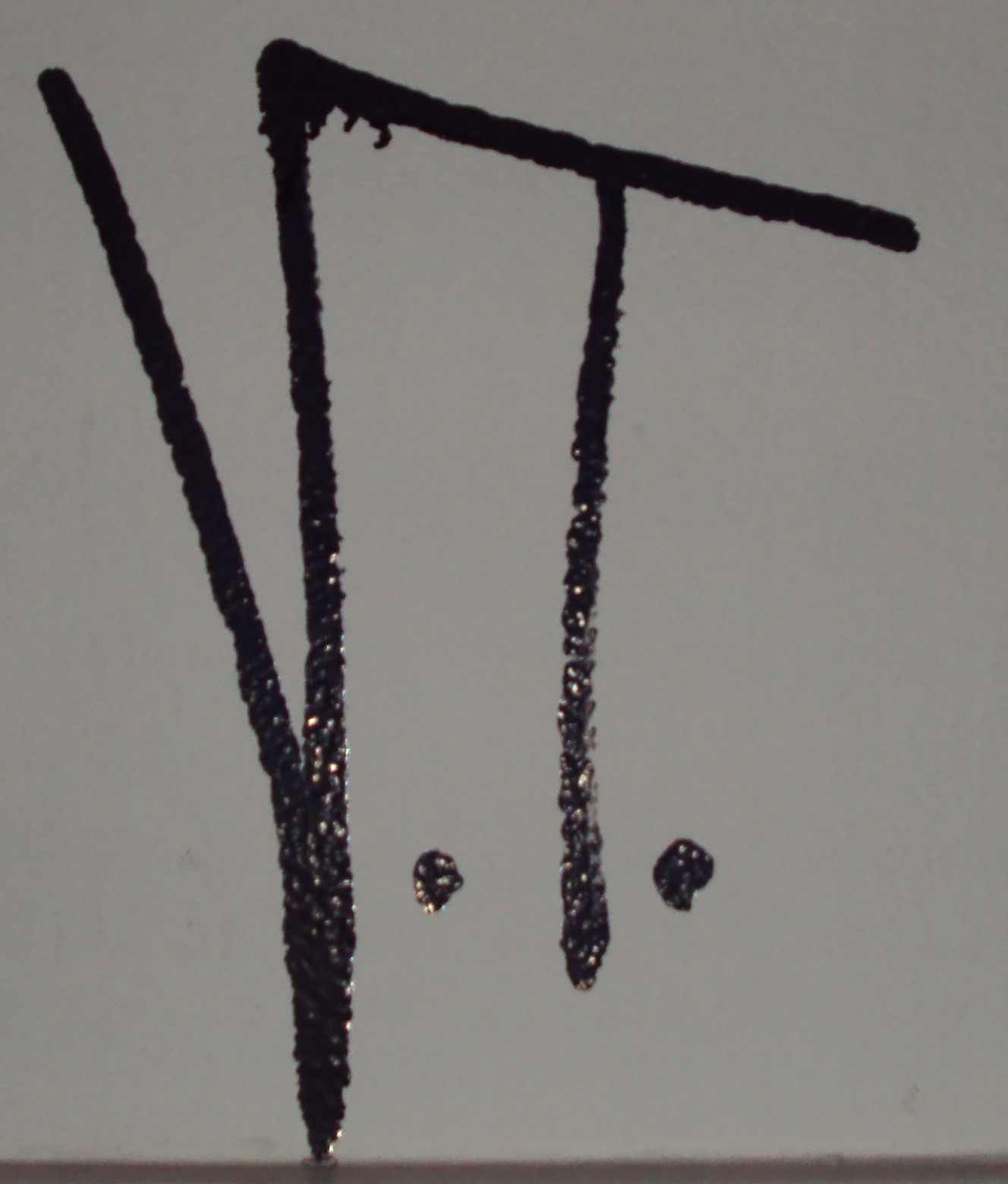
Een tag in Amsterdam

Een tag (ook wel scribble genaamd) is een gestileerde handtekening of symbool van een graffitischrijver, over het algemeen in 1 kleur. Tagging is de meest basale, simpele vorm van graffitischrijven en ook de meest voorkomende. Sommige tags bevatten cryptische boodschappen of informatie over de schrijver zoals zijn of haar eigen naam en initialen van zijn of haar crew. Op plekken waar straten genummerd zijn worden deze getallen ook vaak in de tag opgenomen.
Tags worden vaak overschilderd of doorgekrast door rivaliserende schrijvers die geen zin hebben in concurrentie, dit wordt crossing, dissing of capping genoemd.
Bij het ontwerpen van tags ligt de focus minder op esthetiek en meer op snelheid opdat de graffitischrijver niet betrapt wordt door de politie. Tags worden dan ook vrijwel altijd beschouwd als een vorm van vandalisme.
Tags worden onder andere gebruikt om uitgebreidere graffitischilderingen te signeren of om het bericht "ik was hier" over te brengen en zo een gebied te "claimen", bijvoorbeeld door gangs. 
Een minderjarige jongen uit New York, bekend van zijn tag "TAKI 183", was in de vroege jaren zeventig van de twintigste eeuw voor honderden anderen de inspiratiebron om hetzelfde te gaan doen.
Een bijzondere vorm van tagging staat bekend als "pissing"; hierbij wordt een hervulbare brandblusser gevuld met verf. Hierdoor zijn zeer grote tags mogelijk, maar het vereist een goede oog-handcoördinatie om nog iets leesbaars te creëren omdat elke kleine afwijking uitvergroot wordt.

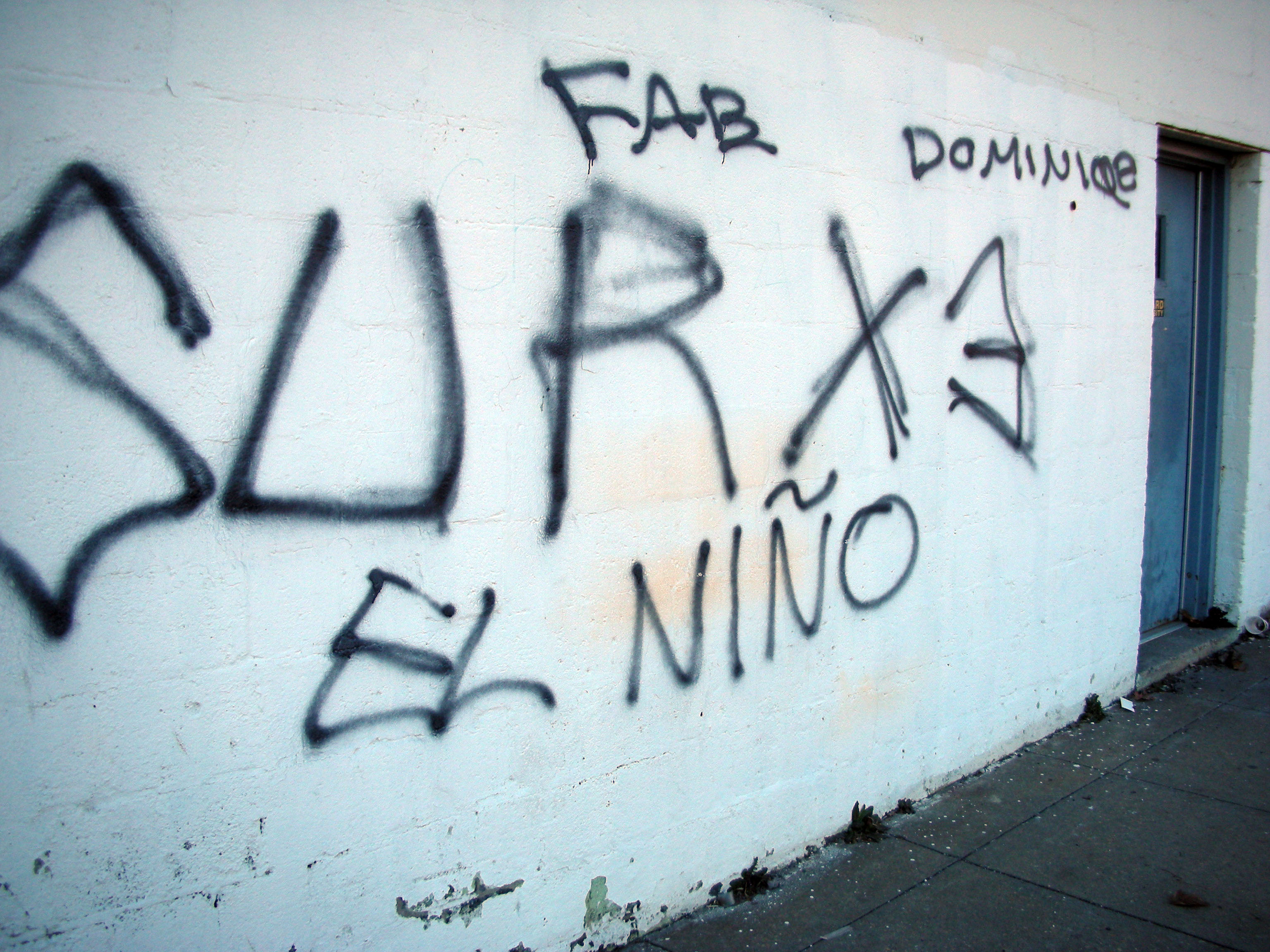
Ganggerelateerde tag in Washington D.C.
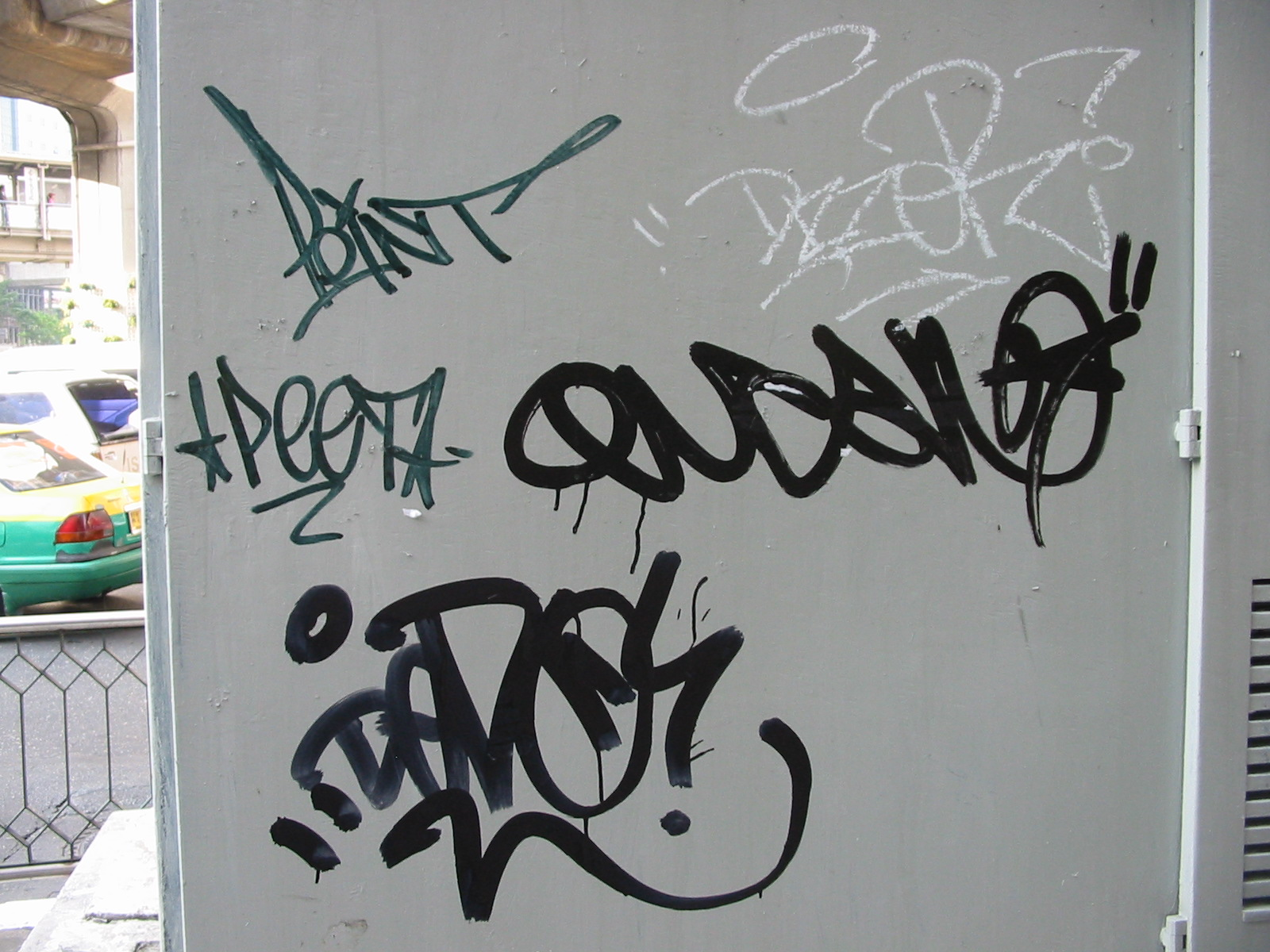
Tags in Thailand
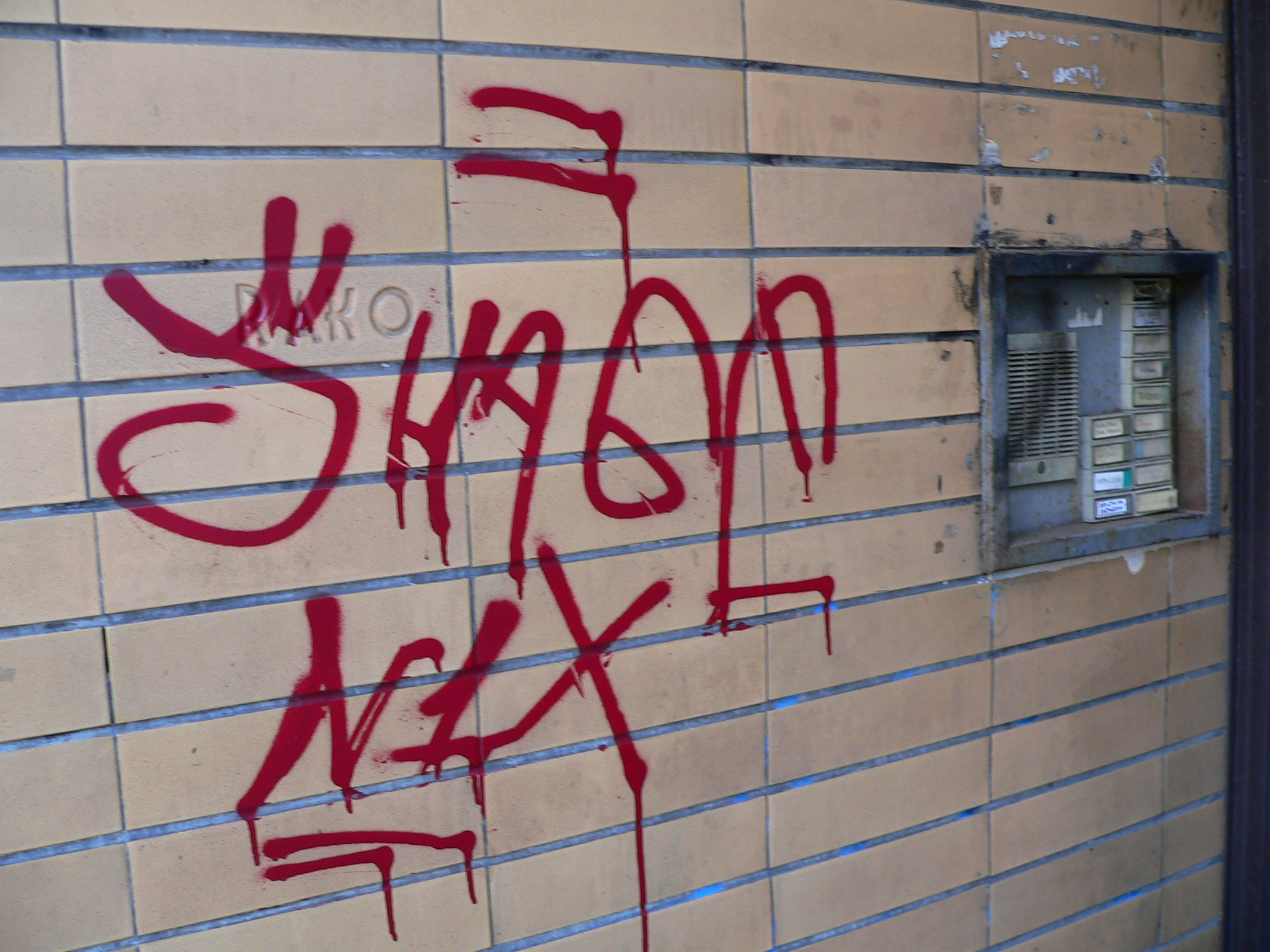
Tags in Brno
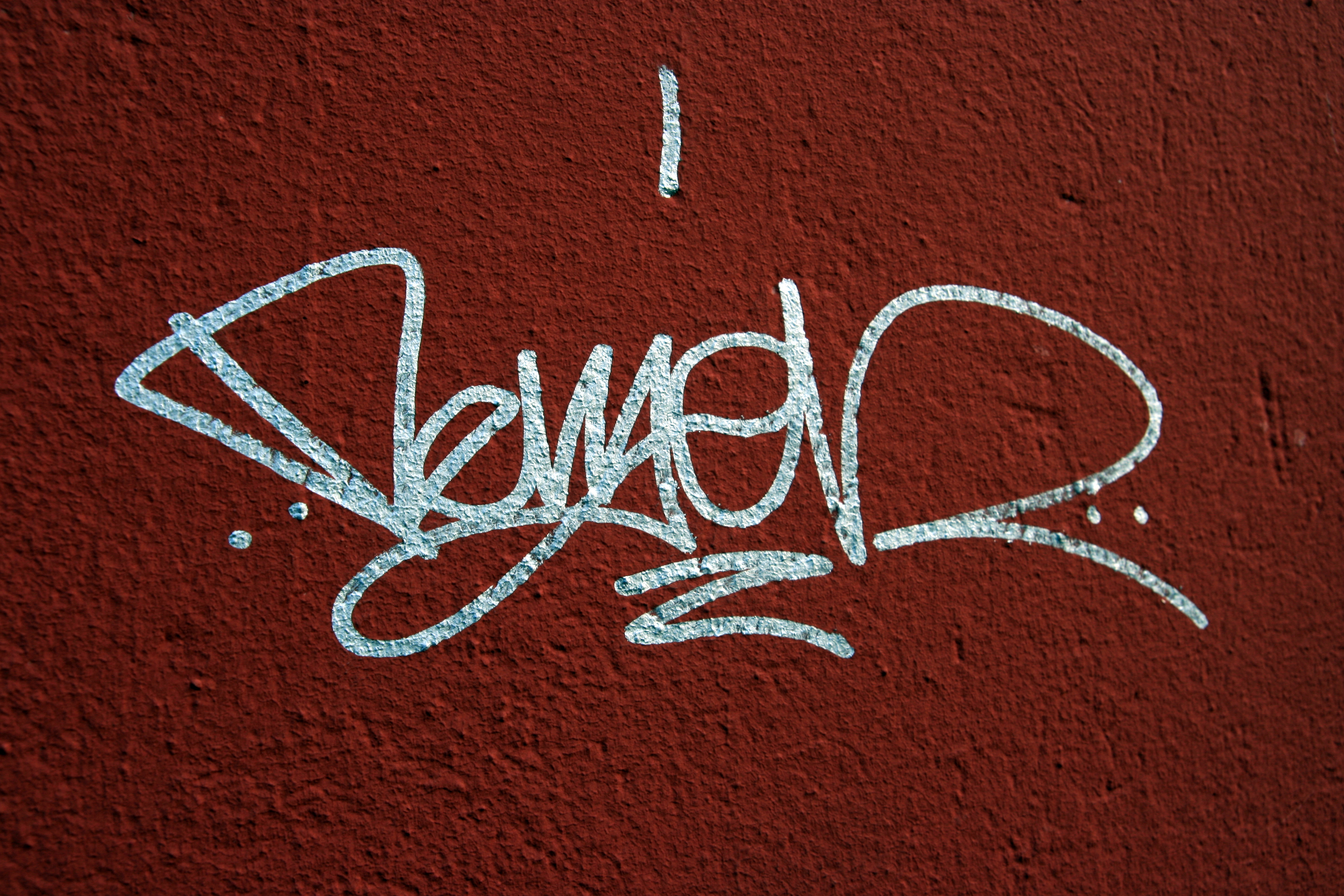
Tag in Malmö